# DevilsKiss
DevilsKiss ist eine Band aus Berlin, die erst seit 2004 vollständig ist. Ursprünglich wurde DevilsKiss im Jahr 2000 von Sänger Ronny „Ron“ Jurk als Soloprojekt gestartet, entwickelte sich aber über die Jahre zu einer Band.

## Geschichte
DevilsKiss wurde im Jahre 2000 von Sänger Ronny „Ron“ Jurk (ehemaliger Keyboarder und Mitgründer der Synth-Popband AREA51) ursprünglich als Soloprojekt gegründet. AREA51-Kollege Sebastian „Sea“ Adam unterstützte ihn dabei an der Gitarre. 2003 wurde das Lied Der Teufel von Louis Manke im „Fearsection“-Studio Berlin produziert, mit dem DevilsKiss als Sieger aus dem „Sonic-Seducer“-Band-Wettbewerb „Battle of the Bands“ hervorging.
Im selben Jahr kamen Schlagzeuger Francesco „Fre“ Landwehrkamp und im Sommer 2004 Bassist Marco „Dig“ Heidig (ehemaliger Bassist der Death-Metal-Band Necropsy) dazu. Damit entwickelte sich das Projekt endgültig zu einer Band. Im Herbst ging es erneut ins „Fearsection“-Studio, um vier Titel für die EP Flammenmahl aufzunehmen. Einige der Lieder finden sich später auch auf diversen Samplern wieder.
Bei ihren ersten beiden Live-Auftritten spielte DevilsKiss im Frühjahr 2005 bereits als Vorband von Unheilig und Tanzwut. Im selben Jahr verließ Andreas Joh. Richter, Dudelsackspieler und Gründungsmitglied von Tanzwut sowie Corvus Corax, genannte Bands und übernahm das Management von DevilsKiss.
Nach dem Ausstieg von „Sea“ Anfang 2006 suchte DevilsKiss schnellstmöglich Ersatz und fanden in Jordi Rubio Auguets einen vielseitigen Gitarristen, der sich schnell in die Band integrierte.
Nach einem Auftritt auf dem Wave-Gotik-Treffen in Leipzig Pfingsten 2006 verließen „Fre“ und „Dig“ die Band, um ihren eigenen musikalischen Ideen nachzugehen. Für sie kamen Schlagzeuger Michael „Micha“ Schulze und Bassist Benjamin „Ben“ Kettner (auch bei der Berliner Metal-Band Morbid Mind aktiv).
2007 begann DevilsKiss die Aufnahmen zum ersten Album Albtraum, doch die Fertigstellung verzögerte sich auf Grund zahlreicher Rückschläge immer wieder. 2009 verließ „Ben“ die Band und wurde nach längerer Suche durch Marek Mutwill ersetzt.
Anfang 2013 konnte Albtraum fertiggestellt werden. Das Album enthält zehn Eigenkompositionen und wurde abermals von Louis Manke produziert, welcher auch die Aufnahme des Gesangs übernahm. Für das Mastering zeigte sich Harris Johns (u. a. Sodom, Helloween, Kreator) verantwortlich. Am 28. Juni 2013 wurde Albtraum über Danse Macabre/alive (u. a. Gothminister, das Ich) veröffentlicht. Seit 2013 ist DevilsKiss auch wieder live aktiv.

## Diskografie
- 2003: Der Teufel (Single)
- 2005: Flammenmahl (EP)
- 2005: Das Wrack („Punish-Yourself“-Remix)
- 2013: Albtraum (Album, Danse Macabre)